# Balaluwa
Balaluwa is een historisch Duits merk van motorfietsen.
De bedrijfsnaam was: Balaluwa-Fahrzeug AG in München.
In de eerste helft van de jaren twintig ontstonden in Duitsland honderden motorfietsmerken, die bijna allemaal eenvoudige, goedkope motorfietsen gingen maken. Daar was in Duitsland na de Eerste Wereldoorlog weliswaar vraag naar, maar de concurrentie was enorm.
Balaluwa gooide het over een andere boeg: Men produceerde voor die tijd zeer moderne 347cc- en 500cc-zij- en kopkleppers met JAP-motoren en stevige frames. De machines hadden ook al trommelremmen en drie versnellingen. De productie begon in 1924, maar door de Inflatie, slechte doorontwikkeling en geldgebrek moest ze al in 1925 weer worden beëindigd.